# ポッパーズ・ナイト
Radio Connection 第1部 ポッパーズ・ナイトは、岐阜放送で火曜～金曜の22:30～25:00に放送していた自社制作の深夜番組。
『OH!聴楽夜』（おきらくないと）の後を受けて始まった番組で、後枠の『ラジオ・バイキング』と含めて『Radio Connection』（レディオ・コネクション）を構成し、火〜金はその第1部を担っていたが、2007年3月をもって終了。『ポッパーズ・ナイト』枠は『音番パラダイス』へと変わり、『ラジオ・バイキング』枠は日曜日のみに大幅縮小した。

## 番組のコンセプト
- 「Relax＆Enjoy」をテーマにリスナーからのメールやファックス、ハガキをもとにポップなトークを中心に、ポップな音楽を届ける。音楽は曜日ごとにジャンルを決めて送る。

## 内容
- パーソナリティーのフリートーク、音楽、リスナーからのメール、ファックス紹介が中心。その他コーナーもそれぞれの曜日でやっている。たまにアーティストからのメッセージが流れることもある。

## パーソナリティー
- 火曜日　長谷川満‐スポーツ全般の知識が豊富なのでスポーツトークが多い。
- 水曜日　相川真一
- 木曜日　井上典幸　舟橋映見
- 金曜日　そがいさお

## 過去のパーソナリティー
- 柏本圭二郎（04年3月まで） - 相川と共に水曜担当。

| 岐阜放送ラジオ 火曜〜金曜 22：30～25：00 | 岐阜放送ラジオ 火曜〜金曜 22：30～25：00 | 岐阜放送ラジオ 火曜〜金曜 22：30～25：00 |
| 前番組                                   | 番組名                                   | 次番組                                   |
| ---------------------------------------- | ---------------------------------------- | ---------------------------------------- |
| OH聴楽夜                                 | ポッパーズ・ナイト                       | 音番パラダイス                           |